# Красный Маяк (Владимирская область)
Красный Маяк — посёлок в Ковровском районе Владимирской области, входит в состав Ивановского сельского поселения

## География
Расположен в 45 км к югу от Коврова, в 11 км от железнодорожной станции Эсино на линии Ковров — Муром.

## История
С середины 1830-х годов, когда среди леса в Нечаевской пустоши выросли заводские печи, при Нечаевском заводе постепенно вырос целый поселок. Он именовался так же, как и завод, Нечаевским. Центром его являлся старый барский дом. Это было большое П-образное деревянное строение, размером по центральному фасаду в 28 метров, срубленный из массивных сосновых брёвен.
Рядом с этим двором, на месте нынешнего парка, находился барский огород площадью в гектар.
В конце XIX — начале XX века Нечаевский завод входил в состав Смолинской волости Судогодского уезда, с 1926 года в составе Клюшниковской волости Ковровского уезда. В 1859 году в посёлке числилось 20 дворов, в 1905 году — 52 дворов.
С 1929 года посёлок входил в состав Ковровского района, с 1945 года — посёлок городского типа, с 2005 года сельский населённый пункт в составе Ивановского сельского поселения.

## Население
| 1859 | 1905 | 1926 | 1959  | 1970  | 1979 | 1989 |
| ---- | ---- | ---- | ----- | ----- | ---- | ---- |
| 274  | ↗480 | ↗684 | ↗1065 | ↗1125 | ↘936 | ↘834 |
| 2002 | 2010 | 2021 |       |       |      |      |
| ↗876 | ↘623 | ↘579 |       |       |      |      |

## Инфраструктура
В посёлке имеются Красномаяковская основная общеобразовательная школа, детский сад № 12 «Сказка», клуб, медцентр, отделение почтовой связи.

## Экономика
В поселке действовал стеклозавод «Красный Маяк» (с 2005 года не работает, оборудование стеклозавода полностью распродано).